# Louis-François-Denis Calmelet-Daen
Louis-François-Denis Calmelet-Daen (22 avril 1762, Amboise - 16 novembre 1837, La Croix-en-Touraine), est un magistrat et homme politique français.

## Biographie
Louis-François-Denis Calmelet-Daen est le fils de Louis François Calmelet, avocat en Parlement, conseiller du Roi et son procureur en l'élection d'Amboise, juge gruyer de la baronnie dudit Amboise et maire d'Amboise, ainsi que le frère de Étienne-Jacques-Jérôme Calmelet-Durozoy, secrétaire général du Conseil des prises et administrateur du mobilier des palais impériaux.
Admis comme avocat au Parlement de Paris en 1784, il est élu membre du conseil municipal et capitaine dans la garde nationale d'Amboise en 1790. 
L'année suivante, il devient membre du directoire du district d'Amboise, puis, en janvier 1793, procureur de la commune et, de 1800 à 1813. Juge de paix du canton de Bléré en vendémiaire an IV, commissaire du gouvernement près le tribunal d'Indre-et-Loire en ventôse an VI, conseiller de préfecture d'Indre-et-Loire, procureur général en la cour de justice du même département le 28 floréal an XII, il passe, en 1811, à la cour d'Orléans, en qualité de substitut du procureur général impérial. Quand la loi du 25 décembre 1815 supprime ces fonctions, Calmelet rentra dans la vie privée, et reçoit le titre de conseiller honoraire à la cour d'Orléans en 1820.
Le 17 novembre 1827, le 1er arrondissement électoral d'Indre-et-Loire (Tours) l'élu député. Il siège sur les bancs de l'opposition libérale, signe l'adresse des 221, et prend part au renversement de Charles X, ainsi qu'à l'établissement de la monarchie de Juillet. 
Il préside la Société d'agriculture, arts, sciences et belles-lettres du département d'Indre-et-Loire de 1832 à 1837.
Il est le beau-père de César-Joseph Bacot.

## Pour approfondir